# Saint-Léonard (Pas-de-Calais)
Saint-Léonard (flämisch: Hokinghem) ist eine französische Gemeinde mit 3346 Einwohnern (Stand: 1. Januar 2022) im Département Pas-de-Calais in der Region Hauts-de-France. Saint-Léonard gehört zum Arrondissement Boulogne-sur-Mer und ist Teil des Kantons Outreau. 

## Geographie
Saint-Léonard liegt nahe der Opalküste am Ärmelkanal. Der Fluss Liane bildet die westliche Gemeindegrenze. Umgeben wird Saint-Léonard von den Nachbargemeinden Saint-Martin-Boulogne im Norden und Nordosten, Echinghen im Osten, Isques im Südosten, Saint-Étienne-au-Mont im Süden und Südwesten sowie Outreau im Westen und Nordwesten.
Die Autoroute A16 bildet die östliche Gemeindegrenze. Durch die Gemeinde führt die frühere Route nationale 1.

## Geschichte
Vor Ende des 14. Jahrhunderts wird der flämische Name (Hokinghem) oder Abwandlungen davon verwendet. Erst ab 1399 taucht Saint Liénart als Name auf. Erneut mit dem flämischen Namen wird der Ort im 16. Jahrhundert genannt. 

## Bevölkerungsentwicklung
| Jahr      | 1962 | 1968 | 1975 | 1982 | 1990 | 1999 | 2006 | 2011 |
| Einwohner | 1233 | 1547 | 3929 | 4021 | 4131 | 3952 | 3668 | 3599 |

Ab 1962 nur Einwohner mit Erstwohnsitz

## Sehenswürdigkeiten

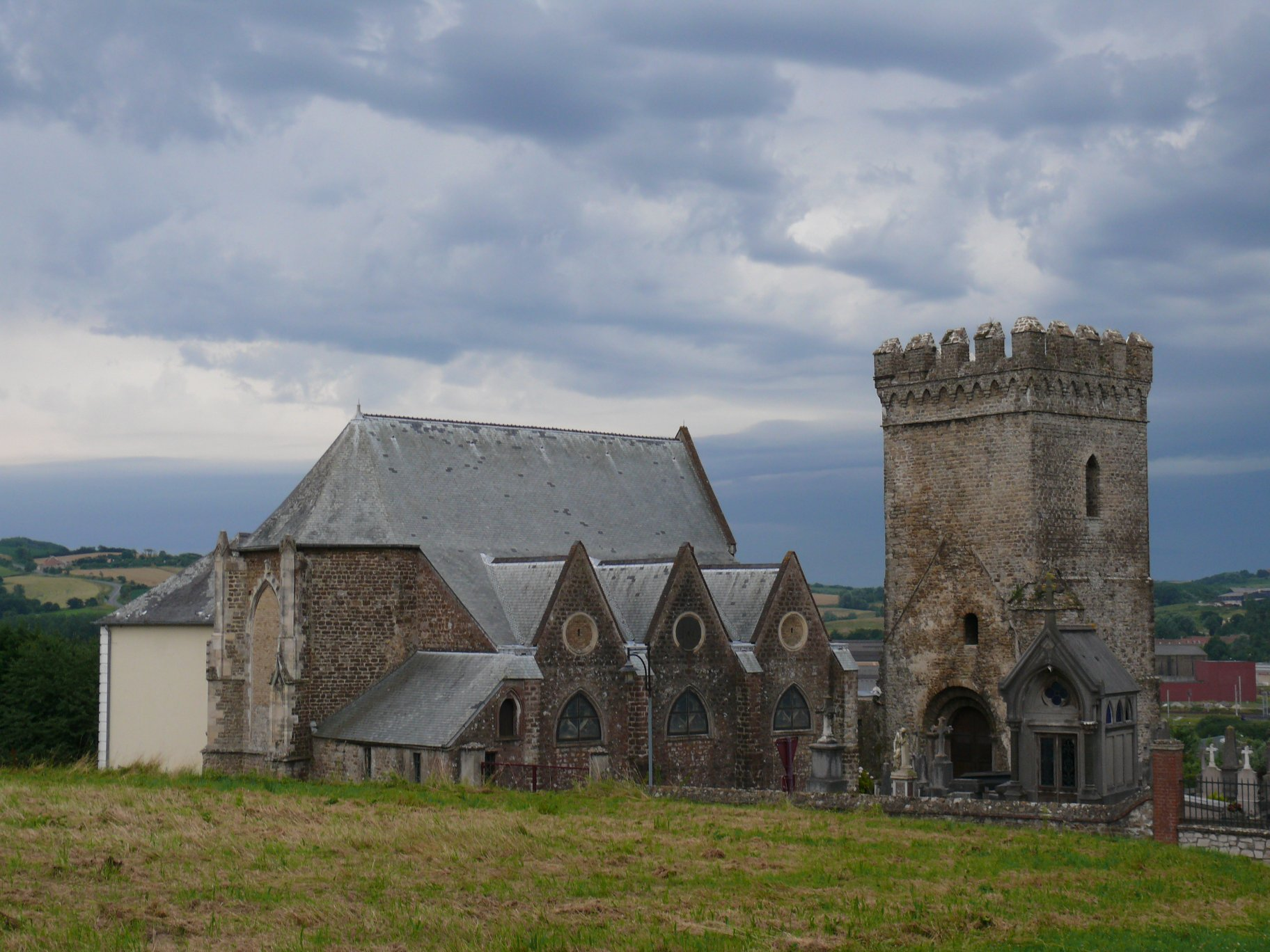
Kirche Saint-Léonard

- Kirche Saint-Léonard aus dem 11. und 12. Jahrhundert, seit 1914 Monument historique
- Kirche Sainte-Therése
- Kirche Saint-Paul
- Schloss Pont-de-Briques aus dem 17. Jahrhundert (Baubeginn 1640, beendet 1786), seit 1974 Monument historique
- Schloss Neuf aus dem 19. Jahrhundert
- Mahnmal der Toten der Kriege